# Борисова Антоніна Георгіївна
Антоніна Борисова (рос. Антонина Георгиевна Борисова, 1903–1970) — радянська ботанічка, яка спеціалізувалася на флорі пустель та напівпустель Центральної Азії. Борисова є авторкою 195 назв видів наземних рослин, що є дев'ятою за величиною кількістю таких назв, написаних будь-якою жінкою-науковцем.